# ウェルギニウス氏族

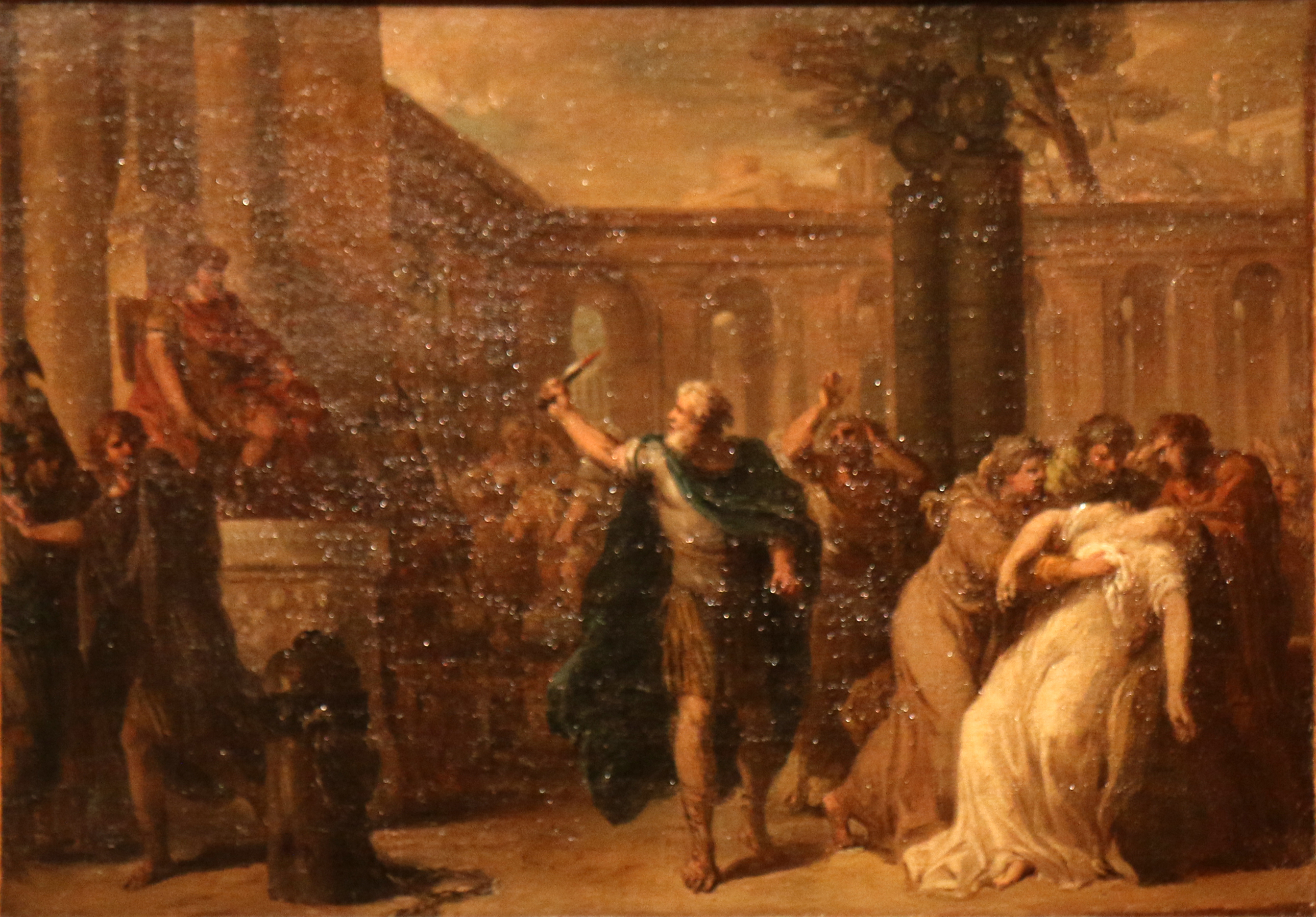
サイモン・ジュリアン画、『ウェルギニアの死』

ウェルギニウス氏族 (ラテン語: Gens Verginia) は、古代ローマの氏族のひとつ。主に紀元前5世紀に執政官を輩出した。十人委員会追放のきっかけとなったウェルギニアの伝説がある。

## メンバー

### トリコストゥス家
- オピテル
  - オピテル・ウェルギニウス・トリコストゥス：紀元前502年の執政官
    - プロクルス・ウェルギニウス・トリコストゥス・ルティルス：紀元前486年の執政官
    - ティトゥス・ウェルギニウス・トリコストゥス・ルティルス：紀元前479年の執政官
    - アウルス・ウェルギニウス・トリコストゥス・ルティルス：紀元前476年の執政官
- ルキウス・ウェルギニウス・トリコストゥス：プロクルスとも。紀元前435年の執政官。翌年も

#### カエリオモンタヌス
- アウルス
  - ティトゥス・ウェルギニウス・トリコストゥス・カエリオモンタヌス：紀元前496年の執政官
  - アウルス・ウェルギニウス・トリコストゥス・カエリオモンタヌス：紀元前494年の執政官
    - スプリウス・ウェルギニウス・トリコストゥス・カエリオモンタヌス：紀元前456年の執政官
- アウルス・ウェルギニウス・カエリオモンタヌス, 紀元前469年の執政官
- ティトゥス・ウェルギニウス・トリコストゥス・カエリオモンタヌス：紀元前448年の執政官

### エスクィリヌス家
- オピテル・ウェルギニウス・エスクィリヌス：紀元前478年の補充執政官
  - ルキウス
    - ルキウス・ウェルギニウス・トリコストゥス・エスクィリヌス：紀元前402年の執政武官

### その他
- オピテル・ウェルギニウス：紀元前473年の執政官とする記録がある[1]が、紀元前478年との混同の可能性もある[2]

### プレプス系
- アウルス・ウェルギニウス：紀元前461年の護民官。5年続けて務める
- ルキウス・ウェルギニウス：紀元前449年の護民官
  - ウェルギニア：十人委員会のアッピウス・クラウディウス・クラッスス・インレギッレンシス・サビヌスに横恋慕され罠にはめられたが父ルキウスに殺害された
- アウルス・ウェルギニウス：紀元前395年の護民官
- ルキウス・ウェルギニウス：紀元前207年のトリブヌス・ミリトゥム
- マルクス・ウェルギニウス：紀元前87年の護民官
- ガイウス・ウェルギリウス・バルブス：紀元前62年のプラエトル